# Dora Pereli
Dora Pereli ist eine US-amerikanische Schauspielerin, Sängerin und Musikerin.

## Leben
Pereli wuchs mit Brüdern als Tomboy auf. Im Alter von sechs Jahren begann sie eine Gesangs- und Celloausbildung am Konservatorium und es folgten Auftritte in der freien Kirche ihrer Eltern sowie als Teil eines Celloorchesters und Kammermusikgruppen. 2019 zog sie nach Los Angeles und schloss sich der Folk-Band Wooden Man an. Sie lernte Gitarre und begann eine Solo-Karriere als Musikerin und Sängerin. Von 2017 bis Juli 2018 war sie gemeinsam mit Eric Capone Teil des Popmusik-Duos Messy Hearts. 2020 veröffentlichte sie erste Singles im Eigenvertrieb. Ab 2021 erschienen neue Singles im Label NRW Records. 2021 wirkte sie gemeinsam mit der Musikgruppe Wolf Club am Lied California Days mit.
2014 debütierte Pereli im Kurzfilm Amena Lave Du Es als Schauspielerin. Im selben Jahr war sie in der größeren Rolle der Bunny in der Horrorkomödie Sex, Gras & Zombies! zu sehen und hatte eine Rollenbesetzung in der Kurzfilmproduktion The Do Over inne. Zwischen 2014 und 2016 verkörperte sie die Rolle der Demi in insgesamt 16 Episoden der Fernsehserie About Us. 2015 hatte sie unter anderen eine Episodenrolle in der US-amerikanischen Fernsehserie Shameless inne. Außerdem hatte sie Rollenbesetzung im Kurzfilm Noises Women Make When Eating Cake und im Spielfilm Bikini Car Wash. Eine größere Rollenbesetzung hatte sie als Pillow im Krimi All About the Money.

## Filmografie (Auswahl)
- 2014: Amena Lave Du Es (Kurzfilm)
- 2014: Sex, Gras & Zombies! (The Coed and the Zombie Stoner)
- 2014: The Do Over (Kurzfilm)
- 2014–2016: About Us (Fernsehserie, 16 Episoden)
- 2015: Shameless (Fernsehserie, Episode 5x08)
- 2015: Noises Women Make When Eating Cake (Kurzfilm)
- 2015: Bikini Car Wash
- 2016: The Operator (Kurzfilm; Sprechrolle)
- 2016: All About the Money

## Diskografie (Auswahl)
- 2020: Sunday, Veröffentlichungsdatum: 16. Februar 2020
- 2020: Voices, Veröffentlichungsdatum: 11. März 2020
- 2020: Parents, Veröffentlichungsdatum: 8. April 2020
- 2020: Birthday, Veröffentlichungsdatum: 10. Juni 2020
- 2021: Flashbacks, Veröffentlichungsdatum: 28. Juni 2021, Label: NRW Records
- 2021: California Days feat. Wolf Club, Veröffentlichungsdatum: 19. Juli 2021, Label: NRW Records
- 2024: Path of Life, Veröffentlichungsdatum: 19. Juli 2021, Label: Panagiotis Efthymiou